# Bahnhof Malmsheim
Der Bahnhof Malmsheim liegt in Malmsheim am Streckenkilometer 22,5 der Württembergischen Schwarzwaldbahn und ist eine Station im Netz der Stuttgarter S-Bahn.

## Geschichte
Am 1. Dezember 1869 eröffnete die Königlich Württembergische Staatsbahn die Strecke Ditzingen–Weil der Stadt als zweiten Abschnitt der Schwarzwaldbahn von Zuffenhausen nach Calw. Die Trasse verlief zwischen Renningen und Weil der Stadt auf Malmsheimer Gemarkung, in unmittelbarer Nähe zum Dorf. Obwohl Malmsheim schon weit über 1.000 Einwohner zählte, mussten diese jedoch vorerst auf eine eigene Station verzichten. Erst als die Gemeinde 3.403 Mark für den Bau eines hölzernen, einstöckigen Gebäudes mit Dienst- und Warteraum bereitstellte, richtete die Staatsbahn einen Haltepunkt ein. Er lag am Bahnübergang der Straße nach Weil der Stadt und wurde am 1. Dezember 1894 eingeweiht.
In den 1920er und 1930er Jahren ging die Landwirtschaft in Malmsheim weiter zurück. Viele Bürger aus Renningen und Malmsheim fanden vor allem in Sindelfingen und Böblingen neue Arbeitsplätze. Um den Pendlern den Weg zur Arbeit zu erleichtern, forderten die beiden Gemeindeverwaltungen bei der Reichsbahndirektion Stuttgart eine dichtere Zugfolge auf der Rankbachbahn. Doch die Reichsbahndirektion lehnte ab. Ebenso stimmte sie dem Umbau des Malmsheimer Empfangsgebäudes nicht zu, um den Warteraum zu vergrößern. Auch dem Vorschlag der Errichtung einer Güterabfertigung stand sie ablehnend gegenüber.
Zur Verbesserung des Nahverkehrs im Kreis Leonberg verlängerte die Deutsche Reichsbahn am 18. Dezember 1939 den elektrischen Stuttgarter Vorortverkehr von Leonberg bis nach Weil der Stadt. In den 1960er Jahren entwickelte sich aus diesem das Konzept der S-Bahn Stuttgart. Dazu schuf die Deutsche Bundesbahn in der Calwer Straße eine Unterführung, die den Bahnübergang ersetzte. Seit 1. Oktober 1978 verkehrt zwischen Schwabstraße und Weil der Stadt die Linie S 6. Ende 1979 wurde das nicht mehr benutzte Empfangsgebäude abgerissen.
Die Deutsche Bahn AG nahm am 19. Oktober 2003 ein zweites Streckengleis zwischen Renningen und der neuen Überleitstelle Rankmühle, südlich von Malmsheim, in Betrieb. Hierfür erweiterte sie auch den Haltepunkt und schuf neue Zugänge in der Calwer Straße und am Rankbach.

## Bahnbetrieb
Der Haltepunkt wird ausschließlich von der Linie S6 der S-Bahn Stuttgart bedient. Auf Gleis 1 halten die Züge nach Weil der Stadt, auf Gleis 2 die Richtung Renningen.
Der Haltepunkt Malmsheim entspricht der Preisklasse 5 von DB InfraGo.

### S-Bahn
| Linie | Strecke                                                                            |
| ----- | ---------------------------------------------------------------------------------- |
| S 6   | Weil der Stadt – Renningen – Leonberg – Zuffenhausen – Hauptbahnhof – Schwabstraße |